# لير لاندا
لير لاندا إيروز (من مواليد 19 ديسمبر 1986) هي لاعبة كرة قدم إسبانية سابقة لعبت مؤخرًا دور مدافع لنادي "Primera División FC Barcelona" والمنتخب الإسباني لكرة القدم للسيدات. لعبت سابقًا مع ريال سوسيداد وأتلتيكو مدريد وأتلتيك بلباو.

## روابط خارجية
- لير لاندا على موقع الاتحاد الدولي (مؤرشف)  (الإنجليزية)
- لير لاندا على موقع الاتحاد الأوربي (الإنجليزية)
- لير لاندا على موقع قاعدة بيانات كرة القدم.إي يو (الإنجليزية)
- لير لاندا على موقع Soccerway.com (الإنجليزية)